# دورة الكربون البيولوجية الأرضية

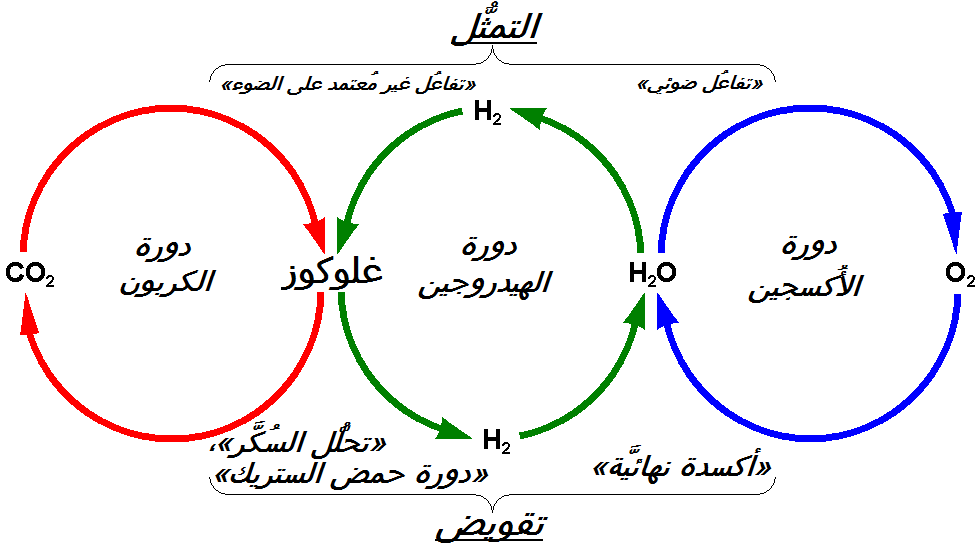
العلاقة المتبادلة بين دورة الكربون والهيدروجين والأكسجين في عملية التمثيل الغذائي للنباتات الضوئية

تُعد دورة الكربون جزءاً أساسياً من الحياة على الأرض، ويشكل الكربون حوالي نصف الوزن الجاف لمعظم الكائنات الحية. [المحتوى بحاجة لمصدر]، ويلعب دوراً مهماً في البنية والكيمياء الحيوية والتغذية لجميع الخلايا الحية، وتحتوي الكتلة الحيوية الحية على حوالي 550 جيجا طن من الكربون، ومعظمها مصنوع من النباتات الأرضية (الخشب)، بينما تم تخزين حوالي 1200 جيجا طن من الكربون في الغلاف الحيوي الأرضي ككتلة حيوية ميتة.
دار الكربون عبر الغلاف الحيوي الأرضي بسرعات متفاوتة اعتماداً على الشكل الذي تم تخزينه فيه وتحت أي ظروف. تم تبادله سريعاً مع الغلاف الجوي، على الرغم من أن كميات صغيرة من الكربون تترك الغلاف الحيوي الأرضي وتدخل المحيطات ككربون عضوي مُذاب.

## حركة الكربون في الغلاف الحيوي الأرضي
تم خزن معظم الكربون في الغلاف الحيوي الأرضي في الغابات: فهي تحتوي على 86% من الكربون الأرضي فوق سطح الأرض، كما تحتوي تربة الغابات أيضاً على 73% من الكربون الموجود في تربة الكوكب. يمكن نقل الكربون المخزن داخل النباتات إلى كائنات حية أخرى أثناء استهلاكها للنباتات. فعندما تأكل الحيوانات النباتات، على سبيل المثال، يتحول الكربون العضوي المخزن في النباتات إلى أشكال أخرى ويستخدم داخل الحيوانات. وينطبق نفس الشيء على البكتيريا والكائنات غيرية التغذية الأخرى. تظل المواد النباتية الميتة في التربة أو فوقها هناك لبعض الوقت قبل أن تتنفسها الكائنات غيرية التغذية. وبالتالي، ينتقل الكربون في كل خطوة من خطوات السلسلة الغذائية من كائن حي إلى آخر.

## تبادل الكربون بين الغلاف الحيوي الأرضي وأنظمة الغلاف الجوي الأخرى

### أَجواء
تستخدم الكائنات ذاتية التغذية كالأشجار والنباتات الخضراء الأخرى عملية التمثيل الضوئي لتحويل ثاني أكسيد الكربون أثناء الإنتاج الأولي، وإطلاق الأكسجين في هذه العملية التي تحدث بشكل أسرع في النظم البيئية ذات الكميات عالية من النمو كالغابات اليافعة النامية.

### التأثيرات البشرية

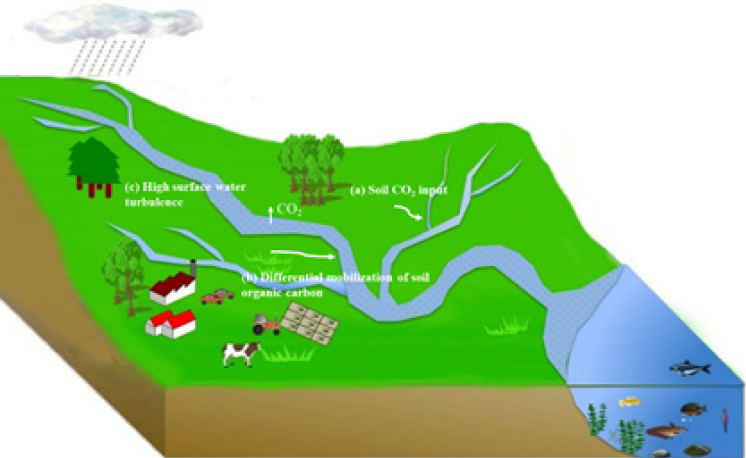
انبعاثات غازات الاحتباس الحراري من الجداول والأنهار كجزء متكامل من التنفس الأرضي. ويتعزز الدور غير المتناسب للجداول والأنهار في انبعاث الكربون الأرضي إلى الغلاف الجوي من خلال: (أ) المدخلات العالية من ثاني أكسيد الكربون من التربة إلى الجداول والأنهار الصغيرة(ب) النقل التفاضلي للتربة الغنية بالمواد العضوية إلى الجداول والأنهار(ج) الاضطرابات العالية في الجداول والأنهار التي تسهل التهرب السريع للغاز إلى الغلاف الجوي.

إن النشاط البشري له تأثيرات واسعة على المحيط الحيوي الأرضي، حيث يغير الطريقة التي يعمل بها كمُخزن للكربون. وبشكل غير مباشر تتسبب التغيرات التي يسببها الإنسان في المناخ العالمي في حدوث تعديلات واسعة النطاق على وظيفة النظام البيئي الأرضي في دورة الكربون، ومع انتقال المناخات المحلية يمكن أن تصبح المواقع التي كانت مواتية لفترة طويلة لنوع واحد من النظم البيئية أكثر ملاءمة لأنواع أخرى من النظم البيئية، وتسبب على سبيل المثال ارتفاع درجات الحرارة في القطب الشمالي في إجهاد الغابات تايغا في أمريكا الشمالية ، وبالتالي انخفاض الإنتاج الأولي وامتصاص الكربون؛ في حين أدت نفس درجات الحرارة الأكثر دفئاً إلى زيادة نمو الشجيرات في نفس المناطق مما أدى إلى تأثير معاكس يمكن أن تؤثر التغيرات في أنماط الطقس على الحيوانات أيضاً، وعلى سبيل المثال قد تخلق أنماط الطقس المتغيرة ظروفاً مواتية لخنافس الصنوبر مما يؤدي إلى انتشار الخنافس على نطاق واسع وتدمير الغابات. ويمكن أن تقود أنماط هطول الأمطار المعدلة أيضاً إلى حالات جفاف أو أحداث هطول أمطار شديدة مما يتسبب في إجهاد إضافي للنظم البيئية والمزيد من التآكل، ولا تعمل مثل هذه التأثيرات على النظام البيئي الأرضي على تعديل تبادل الكربون مع الغلاف الجوي فحسب بل إنها قد تؤدي أيضاً إلى زيادة استنزاف الكربون في المحيطات من خلال نقل المواد العضوية في الأنهار. وتتسبب هذه التغيرات الواسعة النطاق في الغطاء الأرضي أيضاً في حدوث تغييرات في انعكاس الضوء على الكوكب الأمر الذي يؤدي إلى ردود فعل معقدة في ميزانية طاقة الأرض.